# Plasencia de Jalón
Plasencia de Jalón ist eine Ortschaft und eine Gemeinde (municipio) mit 382 Einwohnern (Stand: 2024) im Norden der Provinz Saragossa in der Autonomen Region Aragonien im Nordosten Spaniens.

## Lage und Klima
Plasencia de Jalón liegt etwa 40 Kilometer westnordwestlich der Provinzhauptstadt Saragossa in einer Höhe von ca. 275 m am Río Jalón. 
Das Klima ist gemäßigt bis warm; der eher spärliche Regen (ca. 399 mm/Jahr) fällt übers Jahr verteilt.

## Bevölkerungsentwicklung
| Jahr      | 1970 | 1981 | 1991 | 2001 | 2011 | 2021 |
| Einwohner | 598  | 427  | 385  | 361  | 389  | 309  |

## Sehenswürdigkeiten
- Johanniskirche (Iglesia de San Juan) aus dem 17. Jahrhundert
- Burgruine von Caulor (Castillo de Caulor) aus dem 10. Jahrhundert

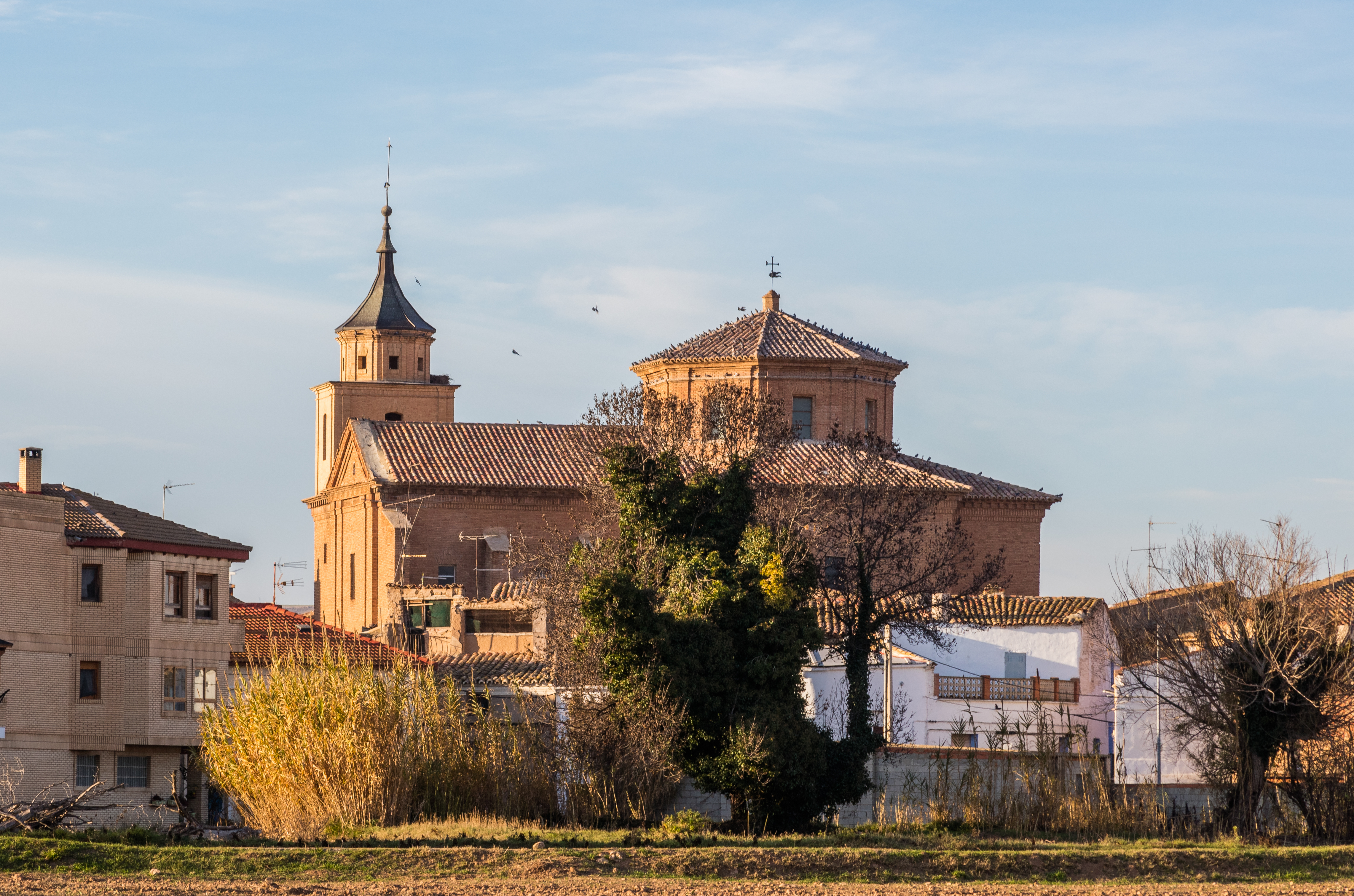
Johanniskirche
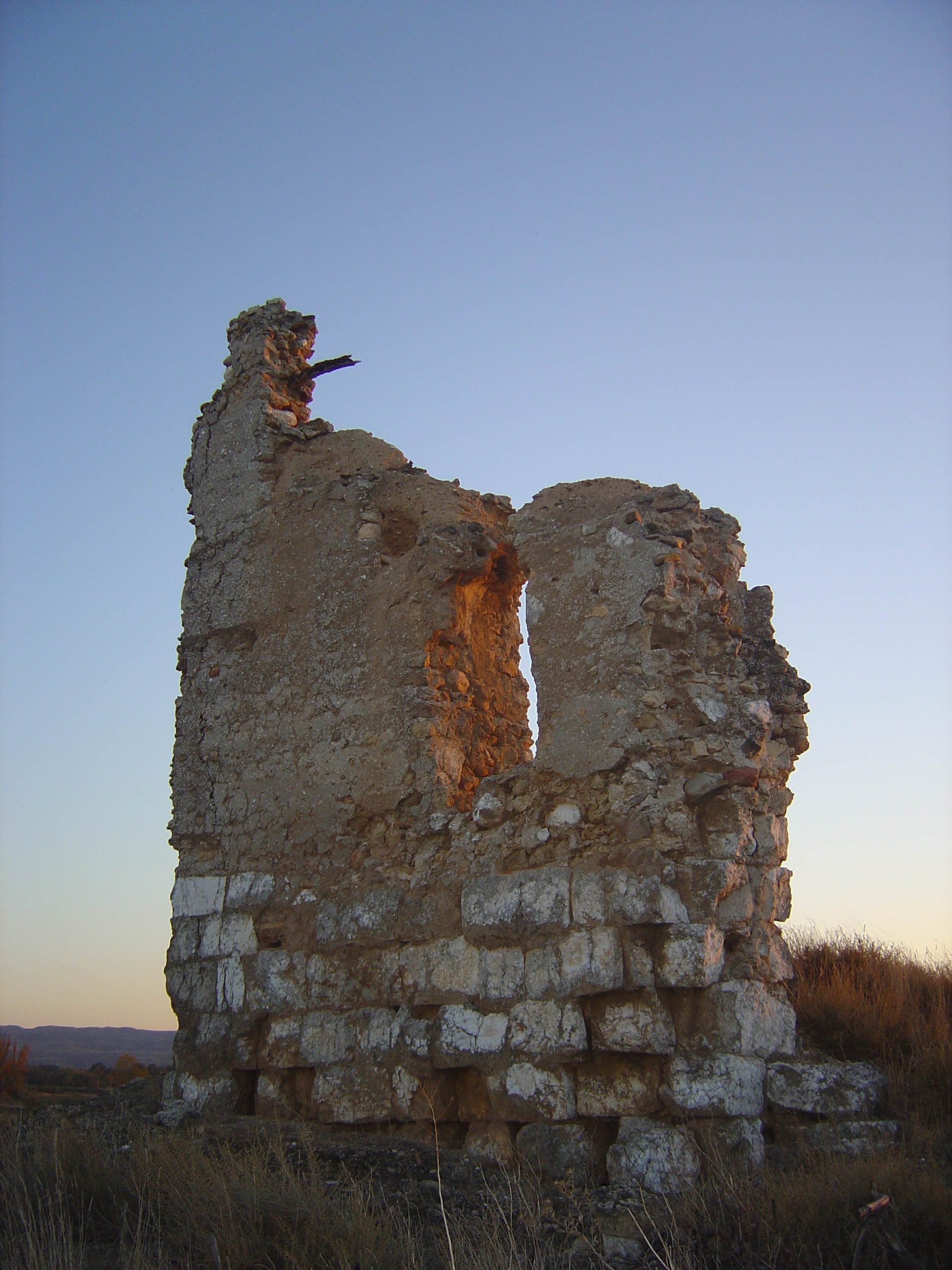
Castillo de Caulor